# اقتطاع (تسويق)
الإنقاص أو تخفيضٌ بعد الشراء أو الاقتطاع أو خصم ترجيع الثمن (بالإنجليزية: Rebate)‏ أو (بالإنجليزية: Cashback)‏ هو مبلغ يحصل عليه الزبون أو يسترده من ثمن السلعة بعد شرائها. يعد أسلوبَ تسويق يقوم فيه البائع بالترويج لسلعته بطرحها للبيع بثمن معين مع عرض إرجاع جزء من هذا الثمن إلى المشتري بعد مدة زمنية محددة (على عكس أسلوب الخصم الفوري).  نوع من ترويج المبيعات الذي يستخدمه المسوقون في المقام الأول كحوافز أو مكملات لمبيعات المنتجات. البريد في الاقتطاع (MIR) هو الأكثر شيوعا. حيث يُخوِّل المشتري بالبريد في قسيمة وإيصال أو رماز قضباني لاستلام شيك بمبلغ معين، اعتمادًا على المنتج والوقت ومكان الشراء في كثير من الأحيان. يُقدم الاقتطاعات بائع التجزئة أو الشركة المصنعة للمنتج الذي اختير. غالبًا ما تعمل المتاجر الكبيرة جنبًا إلى جنب مع الشركات المصنعة، وعادة ما تتطلب حالتين منفصلتين أو حتى ثلاث اقتطاعات منفصلة لكل عنصر. تكون حسومات الشركات المصنعة صالحة في بعض الأحيان فقط في متجر واحد. في بعض الأحيان، تُطبع نماذج الاقتطاع والإيصالات الخاصة بواسطة السجل النقدي في وقت الشراء على إيصال منفصل أو متوفرة عبر الإنترنت للتنزيل. في بعض الحالات، قد يكون الخصم متاحًا على الفور، وفي هذه الحالة يشار إليه على أنه اقتطاع فوري. تقدم بعض برامج الاقتطاع العديد من خيارات الدفع للمستهلكين، بما في ذلك الشيك الورقي، وبطاقة الدفع المسبق التي يمكن إنفاقها على الفور دون رحلة إلى البنك، أو حتى دفع عن طريق باي بال.

## الاستخدامات
تستخدم استخدامًا كبيرًا في متاجر البيع بالتجزئة. يستخدم هذا الأسلوب استخدامًا واسعًا في الولايات المتحدة الأمريكية وأوروبا. على سبيل المثال: لنفترض عرض آلة طابعة للبيع بطريقة ترجيع الثمن. تكون الطابعة مثلاً معروضة بقيمة 500 وحدة نقدية (ليرة، جنيه، درهم..الخ) مع عرض ترجيع 200 وحدة نقدية من الثمن إلى المشتري بعد 3 شهور، بهذا يصبح سعر الطابعة النهائي بعد ترجيع الثمن هو 300 وحدة نقدية فقط. ترجيع الثمن لا تُنجز تلقائيًا دائماً، فقد يتوجب على المشتري أن يقوم بطلب المبلغ في مواعيد متفق عليها مع البائع عن طريق رسائل بريدية أو عن طريق الإنترنت. وقد تتراوح الفترة الزمنية عادة ما بين أربعة وثمانية أسابيع، على الرغم من أن بعض الاقتطاعات تشير إلى فترة تتراوح من ثمانية إلى اثني عشر أسبوعًا. [بحاجة لمصدر]
أما عن فوائد هذا الأسلوب في التسويق فنذكر منها:
- يمكن بهذا الأسلوب التغطية على ارتفاع أسعار بعض السلع من خلال جذب الزبائن إليها بهذا الأسلوب لتحفيز المبيعات بشكل مؤقت.
- يمكن للبائع أن يجني فوائد على المبلغ الذي يحتفظ به قبل ارجاعه إلى المشتري.
- لا يقوم كل المشترين بطلب ترجيع الثمن بالوقت المحدد مما يعفي البائع من ترجيع المبلغ الزائد ويزيد من ربحه.

وفي المملكة المتحدة، الاقتطاعات تعتبر أقل شيوعًا،[بحاجة لمصدر] مع تفضيل الشركات المصنعة وتجار التجزئة إعطاء الاقتطاعات في نقطة البيع بدلاً من طلب البريد أو كوبونات. ومع ذلك، يُقدَّم الاقتطاع في بعض الأحيان في شكل «عروض استرداد نقدي» لعقود الهواتف المحمولة أو غيرها من سلع التجزئة عالية القيمة التي تباع إلى جانب اتفاقية ائتمان.

## مقاصة الاقتطاعات
يجري التعامل مع معظم الاقتطاعات بموجب عقد من قبل مراكز تبادل المعلومات التي تتخصص في معالجة الحسومات وتطبيقات المسابقات.